# Lat Phrao (distretto)
Lat Phrao (in thailandese: ลาดพร้าว) è uno dei 50 distretti (khet) di Bangkok, la capitale della Thailandia. Si trova nella zona centro-settentrionale di Bangkok.